# Caroline Quarlls
Caroline Quarlls (1824–1892) fue la primera persona esclavizada en viajar a través de Wisconsin utilizando el ferrocarril subterráneo. Alcanzó Canadá y la libertad en 1842.

## Biografía
Quarlls nació en San Luis, Misuri en 1824. En 1842, fue capaz de escapar de Misuri al fingir ser una chica blanca y comprar un billete para un barco de vapor a Alton, Illinois. Había una recompensa por ella, y fue perseguida a través de Illinois, Wisconsin, Indiana, y Míchigan. Evitó ser capturada al refugiarse con abolicionistas hasta que llegó a Canadá. Uno de los conductores del ferrocarril, Lyman Goodnow, contó más tarde la historia del viaje de Quarlls.
Quarlls se casó con Allen Watkins, un esclavo liberado, y criaron seis hijos. Quarlls falleció en Sandwich, Canadá en 1892.

## Lectura adicional
Caroline Quarlls and the Underground Railroad, de Julia Pferdehirt.